# Habenaria uhehensis
Habenaria uhehensis är en orkidéart som beskrevs av Rudolf Schlechter. Habenaria uhehensis ingår i släktet Habenaria och familjen orkidéer. Inga underarter finns listade i Catalogue of Life.